# 烏克蘭共產黨
烏克蘭共產黨（羅馬化：Komunistychna partiya Ukrayiny，羅馬化：Kommunisticheskaya partiya Ukrainy），简称乌共（KPU），是烏克蘭的一个非法的親俄共产主义政黨，成立於1993年6月19日。该黨的現任第一书记是彼得·西蒙年科，他曾多次竞选乌克兰总统。

## 被打压和取缔
2014年，克里米亞危機爆發，俄羅斯被指為幕後黑手，引發烏俄關係破裂。在这一期间，一些乌克兰共产党人士在親俄勢力控制的顿涅茨克人民共和国，成立顿涅茨克人民共和国共产党。而在这之前的烏克蘭親歐盟示威運動期间，乌共支持亚努科维奇颁布乌克兰反示威法等限制民众政治自由举措。
2015年4月11日，乌克兰最高拉达決議禁止該國宣傳共產主義和納粹主義，違者處以5到10年有期徒刑。
2015年7月25日，烏克蘭禁止共產主義政黨参與10月該國的地方選舉。10月，该党成员以左翼反对派候选人的名义参加了地方选举。
2015年12月17日，烏克蘭法院通过了烏克蘭司法部提出的取締所有共產黨的訴訟，下令全面禁止共產黨在烏克蘭境內的活動。同時，該法院駁回了烏克蘭共產黨關於禁止其在烏境內活動的上訴。国际特赦组织表示，乌克兰政府的这一做法与过去苏联政府打压持不同政见者的行为毫无二致。
乌克兰中央选举委员会於2019年2月2日宣布，拒绝乌克兰共产党领袖西蒙年科登记为候选人参加2019年烏克蘭總統選舉。
2022年，俄羅斯入侵烏克蘭。7月5日，乌克兰政府宣布永久取缔乌克兰共产党，政党资产收归国有。尽管该党被取缔，但仍然在地下运作，并向党员收取党费。

## 選舉表現

### 總統選舉
| 選舉年 | 候選人                       | 首輪      | 首輪         | 次輪       | 次輪         |
| 選舉年 | 候選人                       | 得票      | 得票率 （%） | 得票       | 得票率 （%） |
| ------ | ---------------------------- | --------- | ------------ | ---------- | ------------ |
| 1994   | 亞歷山大·莫羅茲 （烏共支持） | 3,466,541 | 13.3         |            |              |
| 1999   | 彼得·西蒙年科                | 5,849,077 | 23.1         | 10,665,420 | 38.8         |
| 2004   | 彼得·西蒙年科                | 1,396,135 | 5.0          |            |              |
| 2010   | 彼得·西蒙年科                | 872,877   | 3.5          |            |              |
| 2014   | 彼得·西蒙年科                | 272,723   | 1.5          |            |              |

1994年時，烏共作為左翼黨聯盟的一分子，支持該聯盟推舉的乌克兰社会党候選人亞歷山大·莫羅茲。
在2014年選舉，西蒙年科於5月16日退選。由於已超過5月1日的退選期限，所以選票仍印有其名字。

### 議會選舉
| 年   | 政黨名單  | 政黨名單     | 政黨名單 | 地方選區 | 總席次    | 席次增減 | 執政       |
| ---- | --------- | ------------ | -------- | -------- | --------- | -------- | ---------- |
| 年   | 得票      | 得票率 （%） | 席次     | 地方選區 | 總席次    | 席次增減 | 執政       |
| 1994 | 不適用    | 不適用       | 不適用   | 86/450   | 86 / 450  | ▲ 86     | 執政黨     |
| 1998 | 6,550,353 | 24.7%        | 84/225   | 38/225   | 122 / 450 | ▲ 36     | 少數派支持 |
| 2002 | 5,178,074 | 20.0%        | 59/225   | 6/225    | 65 / 450  | ▼ 57     | 反對黨     |
| 2006 | 929,591   | 3.7%         | 21/450   | 不適用   | 21 / 450  | ▼ 44     | 聯合政府   |
| 2007 | 1,257,291 | 5.4%         | 27/450   | 不適用   | 27 / 450  | ▲ 6      | 反對黨     |
| 2012 | 2,687,246 | 13.2%        | 32/225   | 0/225    | 32 / 450  | ▲ 5      | 少數派支持 |
| 2014 | 611,923   | 3.9%         | 0/225    | 0/198    | 0 / 450   | ▼ 32     |            |

## 外部連結
- 烏克蘭共產黨官方網站 (俄語)